# Dilolo
Dilolo är ett territorium i Kongo-Kinshasa. Det ligger i provinsen Lualaba, i den södra delen av landet, 1 000 km sydost om huvudstaden Kinshasa. Antalet invånare är 333 852.